# Sociedade de responsabilidade limitada
A sociedade de responsabilidade limitada, também conhecida como sociedade limitada (normalmente abreviado por LTDA. ou Ltda.),  é um tipo específico de empresa em que os sócios não podem ser responsabilizados pelos prejuízos advindos da atividade da sociedade para além das suas participações (quotas ou cotas), salvo em casos especiais, previstos em lei, como no abuso da personalidade jurídica (art. 50 do CC) e relativamente aos tributos devidos, após a liquidação da sociedade (art. 134, VII, CTN).  Tal arranjo tem o objetivo de proteger o patrimônio pessoal dos sócios no caso de falência ou outro mecanismo jurídico que determine o fim da sociedade empresária.

## Brasil
No Brasil,  sociedade limitada (antes do Código civil de 2002 denominada  sociedade por quotas com responsabilidade limitada) é aquela em que  duas ou mais pessoas se juntam para criar uma sociedade empresária,  mediante um contrato social, no qual constam seus atos constitutivos, forma de operação, normas da empresa e o capital social, sendo este último dividido em cotas, de modo que a responsabilidade pelo pagamento das obrigações da empresa é limitada à participação dos sócios.
Assim, as sociedades limitadas são aquelas cujo capital social é representado por quotas, e a responsabilidade dos sócios no investimento é limitada ao montante do capital social investido.
É uma sociedade com uma categoria de sócios, os de responsabilidade limitada, que respondem apenas pela integralização do capital e, realizando este, sem maior responsabilidade, quer para a sociedade, quer para com terceiros.
A responsabilidade direta de cada sócio limita-se à obrigação de integralizar as quotas que subscreveu, embora exista a obrigação solidária pela integralização das quotas subscritas pelos demais sócios.
As sociedades se caracterizam com o início do nome de um ou mais quotistas, por extenso ou abreviadamente, terminando com a expressão "& Cia. Ltda." (firma ou razão social) ou com o objeto social no nome da empresa, seguindo-se da expressão "Ltda" (denominação), nos termos do art. 1158 do Código Civil Brasileiro.
Caso a palavra "limitada" (por vezes abreviado por Lda., L.da ou Ltda.) não conste do nome da sociedade, presume-se ilimitada a responsabilidade dos sócios, passando a ter as características jurídicas de uma sociedade em nome coletivo.
Com a Lei 13.874/2019, foi criada a sociedade limitada unipessoal (SLU), uma modalidade de empresa limitada composta por um único proprietário, mantendo a proteção ao patrimônio do sócio e sem a exigência de capital social mínimo. Permite adesão ao Simples Nacional, Deve ser acrescentada a palavra “Limitada” ou “Ltda.” ao final do nome empresarial.

## Portugal
Em Portugal, o Código das Sociedades Comerciais (CSC) regula o enquadramento jurídico de quatro tipos de sociedade, com base no princípio da tipicidade (artigo 1.º, n.º 2 e n.º 3):
- Sociedade em nome colectivo
- Sociedade por quotas
- Sociedade em comandita.
- Sociedade anónima

A sociedade por quotas, caracteriza-se e diferencia-se das demais pelos seguintes factores:
- Será constituída por dois ou mais sócios, (artigo 45º),
- O capital está dividido em quotas (artigo 197)
- No nome da firma, é obrigatório constar a identificação da sua tipicidade através da inclusão da palavra "Limitada" ou da abreviatura "Lda" no seu nome.(artigo 200),
- Não tem capital social mínimo. (artigo 201)
- As entradas de capital podem ser em dinheiro ou espécie, não sendo admitidas entradas de indústria (artigo 202).
- Podem ser diferidas metade das entradas em dinheiro (artigo 202)
- Metade do lucro do exercício tem que ser distribuído pelos sócios, salvo diferente cláusula contratual ou deliberação tomada por maioria de três quartos dos votos correspondentes ao capital social em assembleia geral para o efeito convocada.(artigo 217)
- A responsabilidade dos sócios é limitada externamente (perante terceiros), mas ilimitada internamente (responsabilidade pelas entradas dos restantes sócios)
- Na constituição da Sociedade a cada sócio corresponde uma quota, referente à sua entrada. O valor nominal não pode ser inferior a 1,00€.(artigo 219, nº3 c.s.c.)
- Para efeitos de deliberação, conta-se um voto por cada cêntimo de valor nominal da quota. (artigo 250)

Nota: o CSC dedica uma boa parte do seu articulado a este tipo de sociedades, desde o 197 ao 270, Capítulos I a IX. Contrato social é visto como contrato.

### Sociedades unipessoais por quotas
Apesar de estar incluída no grupo Sociedade por Quotas, acaba por ser uma exitação, dado este regime ter sido concebido para o caso de uma pessoa singular deter uma sociedade a 100% mas usufruindo dos direitos e deveres das Sociedades por quotas.
- O CSC, no Capítulo X, dedica 7 subartigos a este tipo de Sociedades, desde o 270º-A ao 270º-G